# Polyura charata
Polyura charata är en fjärilsart som beskrevs av Hans Fruhstorfer 1906. Polyura charata ingår i släktet Polyura och familjen praktfjärilar. Inga underarter finns listade i Catalogue of Life.